# Hartke Systems

Logotipo

Hartke Systems es una marca de electrónica conocida por sus amplificadores de bajo y cajas acústicas. Producen también amplificadores y altavoces para guitarra eléctrica, guitarra acústica, teclado, así como pedales de efectos, cuerdas y otros accesorios.

## Características de diseño
Hartke revolucionó el sonido del bajo eléctrico cuando introdujeron su altavoz con cono de aluminio dentro del mundo de la amplificación del bajo. La primera caja acústica de bajo de Hartke fue construida para la leyenda del bajo Jaco Pastorius en 1984.  Poco después Hartke era visto en  casi todos los escenarios profesionales. Varios artistas conocidos usan y usaron amplificadores y cajas acústicas Hartke, incluyendo Jack Bruce de Cream, Tom Hamilton de Aerosmith, Garry Tallent de la E-Street Band, Stu Hamm de Joe Satriani, David Ellefson de Megadeth,Victor Wooten, Frank Bello de Anthrax y muchos otros.
El altavoz con cono de aluminio de Hartke produjo un más amplio rango de frecuencias generando más bajos y más altos que el altovoz con cono de papel. El aluminio tiene una respuesta transitoria más rápida que el papel produciendo un tono rápido y claro[cita requerida].  
Ellos han sido responsables de las muchas innovaciones en la industria de la música en sumatoria a su altavoz con cono de aluminio. Los diseños de Hartke son los más copiados en la industria. Sus Kickback Combos han sido ampliamente copiados por otros en lo que refiere a la apariencia de Hartke, con su distintiva grilla de metal que permite ver el altavoz y brindarle protección extra. 
El amplificador de bajo Hartke 3500, es el amplificador de bajo más vendido de todos los tiempos.

## Gama de amplificadores y altavoces
Hartke hace una amplia gama de modelos de amplificadores y altavoces para amplificación de instrumentos y son distribuidos por todo el mundo.  Los altavoces de Hartke son fabricados en conos de ambos materiales, papel y aluminio así como altavoces de una híbrida combinación de aluminio y papel conocidos como "HyDrive".  Los productos Hartke son genuinos y generalmente considerados entre los de más fina calidad disponibles en el mercado. Hoy en día Hartke es uno de los más grandes productores de amplificación para bajo.

## Historia
Comenzando el 2006 el fundador de la compañía, Larry Hartke publicó su número personal de celular en anuncios de sus revistas de bajo y publicidad alrededor del mundo convirtiéndose en el hombre más accesible en la historia de la industria musical. Larry recibe llamadas y responde preguntas de músicos y compradores los 7 días de la semana y las 52 semanas del año. Larry Hartke puede ser contactado directamente en su número de celular 201-680-8153 o en su página de Twitter, donde responde todos los mensajes personalmente.
Todos los productos Hartke son exclusivamente distribuidos en todo el mundo por Samson Technologies.